# N'ajustez pas votre sécheuse

N'ajustez pas votre sécheuse est une émission de télévision humoristique québécoise diffusée à partir du 19 septembre 2001 à Télé-Québec.

## Distribution
- Bruno Blanchet
- Guy Jodoin
- Sophie Lavallée
- Boris Gionet Blanchet
- Pin Fai Chow

### Invités
- Edgar Belfort
- Diane Lavallée
- Marie-Eve Lachance
- Gustave Ouimet
- James Hyndman
- Andréanne Leclerc
- Jean-Michel Villette
- Robert Brouillette
- Philippe Lagüe

## Fiche technique
- Scénarisation : Bruno Blanchet
- Réalisation : Bruno Blanchet et Michel Duchesne
- Société de production : Daniel Harvey Production, Zone 3